# WTCC i Italien 2010
FIA WTCC Yokohama Race of Italy 2010 stod för den tredje tävlingshelgen på den sjätte säsongen av FIA:s världsmästerskap i standardvagnsracing. Deltävlingarna kördes den 23 maj på Autodromo Nazionale Monza. FIA Formula Two Championship, och även andra klasser, kördes som supportrace till WTCC.

## Inför
World Touring Car Championship kom till banan med Gabriele Tarquini som ledare i förarmästerskapet, efter att ha vunnit två deltävlingar av de dittills fyra körda.
För Kristian Poulsen var detta den första deltävlingen på säsongen, då han varken var med i Brasilien eller Marocko. Fabio Fabiani och Leonel Pernía var med och gästkörde. Pernía körde en Chevrolet Cruze, vilken drevs av det svenska STCC-teamet, Chevrolet Motorsport Sweden. Detta gjorde att Viktor Hallrup, som normalt sett kör bilen i STCC, inte kunde ställa upp i tävlingarna på Karlskoga Motorstadion samma helg.

## Kvalet
Under kvalet hade Tom Coronel problem med misständningar och kunde därför bara köra ett snabbt varv i Q1. Tiden räckte bara till trettonde plats och därför ingen körning i Q2.
Tiago Monteiro genade på sitt snabbaste varv i Q1. Tiden som han satte på det varvet medförde en plats i Q2, vilket han också gick till. En av de mest drabbade blev Michel Nykjær, som tog elfteplatsen, som då inte fick chansen i Q2. Efter kvalet bestraffades Monteiro med fem platsers nedflyttning på griden till race 1, från tionde (sist i Q2) till femtonde startposition.
Pole position togs av Augusto Farfus, före Robert Huff och Andy Priaulx.
| P. | Nr | Förare            | Bilmärke          | Team                        | Klass | Tid Q1   | Tid Q2   | Avstånd Q2 |
| -- | -- | ----------------- | ----------------- | --------------------------- | ----- | -------- | -------- | ---------- |
| 1  | 10 | Augusto Farfus    | BMW 320si         | BMW Team RBM                | M     | 2:01,126 | 2:00,672 | +0,000     |
| 2  | 7  | Robert Huff       | Chevrolet Cruze   | Chevrolet WTCC              | M     | 2:00,775 | 2:00,697 | +0,025     |
| 3  | 11 | Andy Priaulx      | BMW 320si         | BMW Team RBM                | M     | 2:00,941 | 2:00,807 | +0,135     |
| 4  | 8  | Alain Menu        | Chevrolet Cruze   | Chevrolet WTCC              | M     | 2:01,091 | 2:00,899 | +0,227     |
| 5  | 6  | Yvan Muller       | Chevrolet Cruze   | Chevrolet WTCC              | M     | 2:00,834 | 2:01,078 | +0,406     |
| 6  | 4  | Jordi Gené        | SEAT León TDi     | SR-Sport                    | M     | 2:01,629 | 2:01,400 | +0,728     |
| 7  | 1  | Gabriele Tarquini | SEAT León TDi     | SR-Sport                    | M     | 2:00,690 | 2:01,544 | +0,872     |
| 8  | 5  | Norbert Michelisz | SEAT León TDi     | Zengõ-Denison Motorsport    | M RC  | 2:01,006 | 2:01,731 | +1,059     |
| 9  | 18 | Fredy Barth       | SEAT León TDi     | SEAT Swiss Racing by SUNRED | M RC  | 2:01,581 | 2:01,926 | +1,254     |
| 10 | 3  | Tiago Monteiro    | SEAT León TDi     | SR-Sport                    | M     | 2:00,862 | 2:01,927 | +1,255     |
| 11 | 17 | Michel Nykjær     | SEAT León TDi     | SUNRED Engineering          | M RC  | 2:01,765 |          |            |
| 12 | 20 | Darryl O'Young    | Chevrolet Lacetti | bamboo-engineering          | IT RC | 2:02,186 |          |            |
| 13 | 2  | Tom Coronel       | SEAT León TDi     | SR-Sport                    | M     | 2:02,235 |          |            |
| 14 | 19 | Harry Vaulkhard   | Chevrolet Lacetti | bamboo-engineering          | IT RC | 2:02,384 |          |            |
| 15 | 34 | Leonel Pernía     | Chevrolet Cruze   | Chevrolet Motorsport Sweden | M     | 2:02,441 |          |            |
| 16 | 21 | Mehdi Bennani     | BMW 320si         | Wiechers-Sport              | IT RC | 2:02,829 |          |            |
| 17 | 24 | Kristian Poulsen  | BMW 320si         | Poulsen Motorsport          | IT    | 2:02,834 |          |            |
| 18 | 15 | Franz Engstler    | BMW 320si         | Liqui Moly Team Engstler    | IT    | 2:02,983 |          |            |
| 19 | 26 | Stefano D'Aste    | BMW 320si         | Scuderia Proteam Motorsport | IT    | 2:03,276 |          |            |
| 20 | 25 | Sergio Hernández  | BMW 320si         | Scuderia Proteam Motorsport | IT    | 2:04,260 |          |            |
| 21 | 16 | Andrei Romanov    | BMW 320si         | Liqui Moly Team Engstler    | IT    | 2:04,327 |          |            |
| 22 | 33 | Fabio Fabiani     | BMW 320si         | Scuderia Proteam Motorsport | IT    | 2:08,144 |          |            |

## Race 1
Till första racet hade inte bara Monteiro blivit bestraffad. Även Andrei Romanov, som bytt motor, fick fem platsers nedflyttning på griden. Detta spelade dock ingen stor roll, när han ändå kvalat in som näst sista förare.
På första varvet tappade Augusto Farfus många platser. Redan i första kurvan körde Robert Huff och Gabriele Tarquini om honom. Fredy Barth blev tillstött och gjorde en bredsladd. Kristian Poulsen och Darryl O'Young körde tillsammans in i räcket efter första kurvan. Båda linkade sig tillbaka till depån och bröt racet. När det andra varvet påbörjades låg Farfus sexa.
På det andra varvet tog Tarquini ledningen när han passerade Huff i första kurvan. Varvet efter tog sig Norbert Michelisz förbi Andy Priaulx på samma ställe. Michelisz fick en knuff av Alain Menu och tvingades gena över chikanen. Han körde då på de röda hindren så att de flög ut på banan och Chevrolet-bilarna körde på dem. Menus motorhuv öppnade sig och täckte hela vindrutan. Han tvingades köra sakta tillbaka till depån för att tejpa fast den. Michelisz och även Jordi Gené fick drive-through penalty. Mehdi Bennani var under kontroll hos domarna. På det sjunde varvet fick Norbert Michelisz teknisk flagg för hängande karossdelar bak på bilen. Varvet efter fick Leonel Pernía en punktering, åkte rakt fram ut i en sandfålla och tvingades bryta. Olyckligt nog för Gabriele Tarquini var det inte bara Pernía som kunde få punkteringar, för på det sista varvet fick även han och dessutom från ledning. Robert Huff tog över ledningen, men det dröjde inte många meter innan han också fick en punktering. Däckdelar flög över banan och det slutade med att BMW Team RBM-bilarna tog sig förbi. Andy Priaulx tog en överraskande seger före Augusto Farfus som hade hämtat upp sig. Huff linkade in på tredjeplats, medan Tarquini rullade över mållinjen för att sedan stanna helt. Han slutade sjua.
I Yokohama Independents' Trophy vann egentligen Mehdi Bennani, men han fick senare ett trettio sekunders tidstillägg för att ha genat i första kurvan och tjänat på det utan att släppa tillbaka det han tjänade. Istället tog Harry Vaulkhard sin första seger.
Det blev diskussioner om eventuella bestraffningar för BMW Team RBM-bilarna, då de körde om när sektor tre var under gulflagg. De klarade sig för att omkörningarna skedde i Curva Parabolica som var under grönflagg.
| P. | Nr | Av. | Förare            | Bilmärke          | Team                        | Klass | Tid           | Poäng | Poäng IT | Poäng RC |
| -- | -- | --- | ----------------- | ----------------- | --------------------------- | ----- | ------------- | ----- | -------- | -------- |
| 1  | 11 | ↑2  | Andy Priaulx      | BMW 320si         | BMW Team RBM                | M     | 18:32,008     | 25    |          |          |
| 2  | 10 | ↓1  | Augusto Farfus    | BMW 320si         | BMW Team RBM                | M     | +0,248        | 18    |          |          |
| 3  | 7  | ↓1  | Robert Huff       | Chevrolet Cruze   | Chevrolet WTCC              | M     | +1,653        | 15    |          |          |
| 4  | 6  | ↑1  | Yvan Muller       | Chevrolet Cruze   | Chevrolet WTCC              | M     | +1,820        | 12    |          |          |
| 5  | 2  | ↑7  | Tom Coronel       | SEAT León TDi     | SR-Sport                    | M     | +2,271        | 10    |          |          |
| 6  | 18 | ↑3  | Fredy Barth       | SEAT León TDi     | SEAT Swiss Racing by SUNRED | M RC  | +2,308        | 8     |          | 10       |
| 7  | 1  | →   | Gabriele Tarquini | SEAT León TDi     | SR-Sport                    | M     | +2,375        | 6     |          |          |
| 8  | 17 | ↑2  | Michel Nykjær     | SEAT León TDi     | SUNRED Engineering          | M RC  | +2,726        | 4     |          | 8        |
| 9  | 3  | ↑6  | Tiago Monteiro    | SEAT León TDi     | SR-Sport                    | M     | +3,243        | 2     |          |          |
| 10 | 19 | ↑3  | Harry Vaulkhard   | Chevrolet Lacetti | bamboo-engineering          | IT RC | +9,032        | 1     | 11       | 5        |
| 11 | 26 | ↑8  | Stefano D'Aste    | BMW 320si         | Scuderia Proteam Motorsport | IT    | +10,000       |       | 8        |          |
| 12 | 25 | ↑8  | Sergio Hernández  | BMW 320si         | Scuderia Proteam Motorsport | IT    | +11,575       |       | 6        |          |
| 13 | 16 | ↑8  | Andrei Romanov    | BMW 320si         | Liqui Moly Team Engstler    | IT    | +30,320       |       | 5        |          |
| 14 | 21 | ↑2  | Mehdi Bennani     | BMW 320si         | Wiechers-Sport              | IT RC | (+3,972)      |       | 5        | 6        |
| 15 | 33 | ↑7  | Fabio Fabiani     | BMW 320si         | Scuderia Proteam Motorsport | IT    | +59,155       |       | 3        |          |
| 16 | 4  | ↓10 | Jordi Gené        | SEAT León TDi     | SR-Sport                    | M     | +1 varv       |       |          |          |
| 17 | 8  | ↓13 | Alain Menu        | Chevrolet Cruze   | Chevrolet WTCC              | M     | +1 varv       |       |          |          |
| 18 | 34 | ↓3  | Leonel Pernía     | Chevrolet Cruze   | Chevrolet Motorsport Sweden | M     | +2 varv       |       |          |          |
| 19 | 5  | ↓11 | Norbert Michelisz | SEAT León TDi     | Zengõ-Denison Motorsport    | M RC  | +2 varv       |       |          | 4        |
| -  | 15 | ↓2  | Franz Engstler    | BMW 320si         | Liqui Moly Team Engstler    | IT    | Bröt (varv 4) |       |          |          |
| -  | 20 | ↓10 | Darryl O'Young    | Chevrolet Lacetti | bamboo-engineering          | IT RC | Bröt (varv 1) |       | 1        |          |
| -  | 24 | ↓5  | Kristian Poulsen  | BMW 320si         | Poulsen Motorsport          | IT    | Bröt (varv 1) |       |          |          |

| Ikon | Deltar i                      | Betydelse                |
| ---- | ----------------------------- | ------------------------ |
| M    | Manufacturers' Championship   | Konstruktörsmästerskapet |
| IT   | Yokohama Independents' Trophy | Privatförarmästerskapet  |
| RC   | WTCC Rookie Challenge         | Rookiemästerskapet       |

## Race 2
Race 2 startade med att Mehdi Bennani gjorde en grov tjuvstart, vilken han också fick en drive-through penalty för. Michel Nykjær gjorde en bra start från pole position och behöll förstaplatsen. Gabriele Tarquini tog sig om Yvan Muller upp till andraplats. På det tredje varvet förlorade Nykjær sin förstaplats till Tarquini som tog sig förbi på utsidan, men Nykjær fortsatte att hänga med bra. Tarquini fick inte ha sin ledning så långe, då han på det fjärde varvet fick reda på att han hade fått en drive-through penalty, för att ha rullat några centimeter innan lamporna slocknade i starten. På samma varv, i Curva Parabolica, blev Fredy Barth utknuffad i sandfållan av Tiago Monteiro och förlorade ett antal platser.
På det femte varvet genade Tarquini i Variante del Rettifilo och senare på varvet tog han sin bestraffning.
Två varv senare var han inne i depån igen och denna gång bröt han racet.
Efter en kamp mellan Tiago Monteiro och Jordi Gené, tog sig Gené om Monteiro på sju/åtta. 
Det sista varvet i race 2 slutade på ett liknande sätt som det första, nämligen med punktering för ledaren. Michel Nykjær, som var på väg mot sin första WTCC-seger, var tvungen att rulla åt sidan och bryta. Istället vann Yvan Muller före Tom Coronel och Robert Huff. Stefano D'Aste tog segern i Yokohama Independents' Trophy.
| P. | Nr | Av. | Förare            | Bilmärke          | Team                        | Klass | Tid           | Poäng | Poäng IT | Poäng RC |
| -- | -- | --- | ----------------- | ----------------- | --------------------------- | ----- | ------------- | ----- | -------- | -------- |
| 1  | 6  | ↑4  | Yvan Muller       | Chevrolet Cruze   | Chevrolet WTCC              | M     | 18:29,805     | 25    |          |          |
| 2  | 2  | ↑2  | Tom Coronel       | SEAT León TDi     | SR-Sport                    | M     | +0,512        | 18    |          |          |
| 3  | 7  | ↑3  | Robert Huff       | Chevrolet Cruze   | Chevrolet WTCC              | M     | +0,822        | 15    |          |          |
| 4  | 10 | ↑3  | Augusto Farfus    | BMW 320si         | BMW Team RBM                | M     | +1,001        | 12    |          |          |
| 5  | 11 | ↑3  | Andy Priaulx      | BMW 320si         | BMW Team RBM                | M     | +1,742        | 10    |          |          |
| 6  | 4  | ↑10 | Jordi Gené        | SEAT León TDi     | SR-Sport                    | M     | +3,495        | 8     |          |          |
| 7  | 3  | ↑2  | Tiago Monteiro    | SEAT León TDi     | SR-Sport                    | M     | +4,197        | 6     |          |          |
| 8  | 5  | ↑10 | Norbert Michelisz | SEAT León TDi     | Zengõ-Denison Motorsport    | M RC  | +4,580        | 4     |          | 10       |
| 9  | 8  | ↑8  | Alain Menu        | Chevrolet Cruze   | Chevrolet WTCC              | M     | +5,099        | 2     |          |          |
| 10 | 34 | ↑10 | Leonel Pernía     | Chevrolet Cruze   | Chevrolet Motorsport Sweden | M     | +9,918        | 1     |          |          |
| 11 | 26 | ↑1  | Stefano D'Aste    | BMW 320si         | Scuderia Proteam Motorsport | IT    | +11,856       |       | 10       |          |
| 12 | 20 | ↑7  | Darryl O'Young    | Chevrolet Lacetti | bamboo-engineering          | IT RC | +13,499       |       | 8        | 8        |
| 13 | 19 | ↓2  | Harry Vaulkhard   | Chevrolet Lacetti | bamboo-engineering          | IT RC | +14,368       |       | 6        | 6        |
| 14 | 18 | ↓11 | Fredy Barth       | SEAT León TDi     | SEAT Swiss Racing by SUNRED | M RC  | +14,506       |       |          | 5        |
| 15 | 24 | ↑6  | Kristian Poulsen  | BMW 320si         | Poulsen Motorsport          | IT    | +14,836       |       | 6        |          |
| 16 | 25 | ↓3  | Sergio Hernández  | BMW 320si         | Scuderia Proteam Motorsport | IT    | +15,266       |       | 4        |          |
| 17 | 21 | ↓7  | Mehdi Bennani     | BMW 320si         | Wiechers-Sport              | IT RC | +33,557       |       | 3        | 4        |
| 18 | 33 | ↓3  | Fabio Fabiani     | BMW 320si         | Scuderia Proteam Motorsport | IT    | +49,454       |       | 2        |          |
| 19 | 17 | ↓18 | Michel Nykjær     | SEAT León TDi     | SUNRED Engineering          | M RC  | +1 varv       |       |          | 3        |
| 20 | 1  | ↓18 | Gabriele Tarquini | SEAT León TDi     | SR-Sport                    | M     | +3 varv       |       |          |          |
| -  | 16 | ↓7  | Andrei Romanov    | BMW 320si         | Liqui Moly Team Engstler    | IT    | Bröt (varv 3) |       |          |          |
| -  | 15 | →   | Franz Engstler    | BMW 320si         | Liqui Moly Team Engstler    | IT    | Startade ej   |       |          |          |

| Ikon | Deltar i                      | Betydelse                |
| ---- | ----------------------------- | ------------------------ |
| M    | Manufacturers' Championship   | Konstruktörsmästerskapet |
| IT   | Yokohama Independents' Trophy | Privatförarmästerskapet  |
| RC   | WTCC Rookie Challenge         | Rookiemästerskapet       |

## Efter
Efter tävlingarna tog Yvan Muller ledningen i mästerskapet med exakt 100 poäng, 26 poäng före Gabriele Tarquini och Robert Huff. Sergio Hernández behöll ledningen i Yokohama Independents' Trophy och Fredy Barth i WTCC Rookie Challenge.